# Spilosoma limitata
Spilosoma limitata är en fjärilsart som beskrevs av Talbot 1932. Spilosoma limitata ingår i släktet Spilosoma och familjen björnspinnare. Inga underarter finns listade i Catalogue of Life.